# Estranged
«Estranged» (с англ. — «Отрешённый») — рок-баллада американской хард-рок-группы Guns N’ Roses и пятый сингл с их четвёртого альбома Use Your Illusion II.

## Предыстория
«Estranged» имеет продолжительность более девяти минут и является самой длинной песней в Use Your Illusion II и второй по продолжительности песней Guns N’ Roses в целом (после «Coma» из Use Your Illusion I). В ней много куплетов, нет припева и исполняются несколько гитарных и фортепианных соло. В примечаниях к альбому Use Your Illusion II есть благодарность ведущему гитаристу Слэшу за «убийственные гитарные мелодии», в которых воплощено видение Эксла Роуза. Слэш отдельно отмечал, что запись гитарных партий для этой песни была для него очень интенсивной; он записал его, используя Les Paul Gold Top, используя ритм-звукосниматель с выкрученным до минимума тоном.
По словам Слэша, песня была написана во время длительных репетиций группы в Чикаго. Роуз рассказал, что написал эту песню в более «бездельничающее» время своей жизни, когда был расторгнут его брак с Эрин Эверли.

## Музыкальное видео
Выпущенное в декабре 1993 года официальное музыкальное видео (режиссёра Энди Морахана) является третьей частью неофициальной серии видеоклипов Дель Джеймса (двумя предыдущими были «Don’t Cry» и «November Rain») из альбомов Use Your Illusion I и Use Your Illusion II. Предполагаемый бюджет составлял 4 миллиона долларов. Видео похоже по стилю на два предыдущих в трилогии. Его сцены с выступлением группы были сняты на Олимпийском стадионе в Мюнхене.

### Содержание
Это видео является третьей и последней главой ставшей популярной «„November Rain“ трилогии музыкальных видеоклипов» Guns N’ Roses (которой предшествовали «Don’t Cry» и «November Rain»). Его поставил Энди Морахан, а сценарий написал сам Эксл Роуз. В то время как «Don’t Cry» и «November Rain» имеют сильное сходство (они оба представляют собой своего рода кинофильм, рассказанный короткими эпизодами и повествующий об истории романтических отношений), «Estranged» имеет очень мало общего с историей, показаной в двух предыдущих видео. В основном это связано с тем, что тогдашняя девушка Эксла Роуза Стефани Сеймур (которая играла девушку вокалиста в «Don’t Cry» и «November Rain») рассталась с Роузом ещё до съемок клипа, что вынудило его и режиссёра отказаться от оригинальных планов по съемкам «Estranged», и что привело к тематическому разрыву с первыми двумя. Однако по визуальным эффектам «Estranged» всё ещё напоминает первые два клипа.
На видео показано, как Эксла Роуза арестовывает отряд спецназа и затем доставляет в психиатрическую клинику, а на экране видны определения различных эмоциональных расстройств. Главный герой (Роуз) рассказывает терапевтам о своих эмоциональных проблемах; тема, которая была изображена в видео на «Don’t Cry». В конце концов, главный герой выходит из клиники и направляется к заброшенному кораблю в море, где история достигает своего апогея: Роуз прыгает в воду и плывёт с группой дельфинов, обретая при этом внутренний покой.

## Концертные выступления
«Estranged» очень часто исполнялась вживую во время тура Use Your Illusion Tour с 1991 по 1993 год. Во время исполнения этой песни Диззи Рид играл на фортепиано вместо Эксла Роуза. Концертную версию этой песни можно услышать на Live Era '87-'93. Во время тура в поддержку Chinese Democracy рифф из песни иногда включался в сольную интерпретацию темы Розовой пантеры Рона Таля. В декабре 2008 года Эксл рассказал о своем желании вернуть «Estranged» на выступлениях. Песня регулярно использовалась в турах с 2011 по 2014 год. Запись была выпущена на видео Appetite for Democracy 3D. Его играли почти на каждом концерте в рамках тура Not in This Lifetime… Tour.

## Список композиций
| №  | Название     | Автор(ы)                      | Длительность |
| -- | ------------ | ----------------------------- | ------------ |
| 1. | «Estranged»  | Эксл Роуз                     | 9:23         |
| 2. | «The Garden» | Роуз, Дель Джеймс, Крис Уэбер | 5:22         |

## Участники записи
- Эксл Роуз — вокал
- Слэш — соло-гитара
- Иззи Стрэдлин — ритм-гитара, соло-гитара
- Дафф МакКаган — бас-гитара
- Мэтт Сорум — ударные
- Диззи Рид — клавишные

## Чарты
| Хит-парад (1994)                   | Высшая позиция |
| ---------------------------------- | -------------- |
| Австралия (ARIA)                   | 40             |
| Новая Зеландия (Recorded Music NZ) | 28             |
| Швеция (Sverigetopplistan)         | 26             |
| Швейцария (Schweizer Hitparade)    | 41             |
| США (Billboard Mainstream Rock)    | 16             |